# Franklin Webster (editor)
Franklin Webster (c. 1862 - 7 de dezembro de 1933) foi um editor americano. Foi o fundador da The Insurance Press, e publicou e editou desde a sua criação em 1895 até 1927. Ele nasceu em La Salle, Illinois, e trabalhou durante algum tempo na La Salle County Press, propriedade do seu pai. Em 1901 fundou a Insurance Engineering, uma revista mensal sobre resíduos de incêndio; o nome foi alterado para Safety Engineering em 1912. Ele permaneceu editor até 1921. Foi presidente da American Trade Press Association, e faleceu num sanatório em Vermont.